# شعر «ایستر» هولدرلین
شعر «ایستر» هولدرلین (انگلیسی: Hölderlin's Hymn "The Ister") عنوانی است به درس‌گفتاری از مارتین هایدگر فیلسوف آلمانی که در دانشگاه فرایبورگ در سال ۱۹۴۲ ایراد شده است. اولین بار در سال ۱۹۸۴ به‌عنوان جلد ۵۳ از آثار هایدگر منتشر شد. ترجمه ویلیام مک‌نیل و جولیا دیویس در سال ۱۹۹۶ توسط انتشارات دانشگاه ایندیانا منتشر شد. «ایستر» شعری از فردریش هولدرلین است که عنوان آن به نام باستانی بخشی از رودخانه دانوب اشاره دارد. 

## بررسی
در سال ۱۹۴۲، در اعماق تاریک جنگ جهانی دوم و دوره نازیسم، هایدگر تصمیم گرفت که درس‌گفتاری در مورد شعری از فردریش هولدرلین: با نام «ایستر» درباره رود دانوب ارائه دهد. این دوره به بررسی معنای شعر، ماهیت فناوری، رابطه بین یونان باستان و آلمان مدرن، جوهر سیاست، و سکونت انسان می‌پردازد. یک سوم میانی درس‌گفتار خوانش آنتیگونه سوفوکل است. هایدگر ظاهراً به‌دلیل اهمیت این متن برای درک معنای شعر هولدرلین، این خوانش از آنتیگونه را انجام می‌دهد، اما در این کار خوانشی را که در سال ۱۹۳۵ در زمینه‌ای متفاوت انجام داده بود، تکرار می‌کند و بسط می‌دهد. از نظر آثار هایدگر درس‌گفتار سال ۱۹۴۲ از این جهت مهم است که پایدارترین بحث هایدگر در مورد جوهر سیاست است. هایدگر تنها توانست دو سوم متن مکتوب درس‌گفتار را ارائه دهد.
درس‌گفتار به سه بخش تقسیم می‌شود:
- بخش اول روشی را معرفی می‌کند که هایدگر معتقد است باید به شعر هولدرلین نزدیک شد و علیه «تفسیر متافیزیکی هنر» استدلال کرد. او همچنین استدلال می‌کند که شعر هولدرلین را باید بر حسب خویشاوندی اساسی آن با آثار سوفوکل درک کرد.
- قسمت دوم تفسیر آنتیگونه سوفوکل را که هایدگر در دوره سخنرانی سال ۱۹۳۵ با عنوان درآمدی بر متافیزیک انجام داد، بازبینی می‌کند. او این قرائت را بسط می‌دهد و آن را با روش‌های ظریف اصلاح می‌کند.
- قسمت سوم که هرگز ارائه نشد، به شعر هولدرلین بازمی‌گردد، با این استدلال که رودخانه در شعر در واقع شاعر است و برعکس؛ شاعر رودخانه است.